# Eustiromastix
Eustiromastix  (лат.) — род аранеоморфных пауков из подсемейства Aelurillinae в семействе пауков-скакунов (Salticidae). Все представители вида распространены в Латинской Америке.

## Виды
- Eustiromastix bahiensis Galiano, 1979 — Бразилия
- Eustiromastix efferatus Bauab & Soares, 1978 — Бразилия
- Eustiromastix falcatus Galiano, 1981 — Тринидад
- Eustiromastix intermedius Galiano, 1979 — Венесуэла
- Eustiromastix keyserlingi (Taczanowski, 1878) — Перу
- Eustiromastix macropalpus Galiano, 1979 — Бразилия
- Eustiromastix major Simon, 1902 — Бразилия, Французская Гвинея
- Eustiromastix moraballi Mello-Leitão, 1940 — Венесуэла, Гвиана
- Eustiromastix nativo Santos & Romero, 2004 — Бразилия
- Eustiromastix obscurus (Peckham & Peckham, 1893) — Сент-Винсент и Гренадины typus
- Eustiromastix vincenti (Peckham & Peckham, 1893) — Сент-Винсент и Гренадины